# Bluff
Bluff es una vila i port de la regió de Southland, a la costa meridional de l'Illa Sud de Nova Zelanda. Com a expressió ("des del cap Reinga fins a Bluff"), se la considera la vila més meridional del país, malgrat que l'illa Stewart es troba més al sud.
D'acord amb el cens del 2018, la població resident es de 1,797 persones, ha disminuït en 6 respecte 2013